# 赫苏斯·波萨达
赫苏斯·波萨达（西班牙語：Jesús Posada Moreno，1945年4月4日—）是西班牙政治人物，原众议院议长。

## 生平
1945年生于索里亚。父亲曾任索里亚市长。他毕业于马德里理工大学。1979年至1981年担任韋爾瓦省行政长官。
自1983年起，为卡斯蒂利亚-莱昂自治区议会议员，代表索里亚选区。1989年9月18日至1991年7月8日担任卡斯蒂利亚-莱昂自治区主席。
自1993年6月29日起，担任西班牙眾議院议员。他还曾在阿斯纳尔内阁出任农业大臣和公共行政大臣。2011年12月至2016年1月担任西班牙众议院议长。